# 福岡県立直方養護学校
福岡県立直方養護学校（ふくおかけんりつ のおがたようごがっこう）は、かつて福岡県直方市にあった福岡県初の知的障害児のための公立特別支援学校。2015年に福岡県立直方聾学校と統合し、福岡県立直方特別支援学校となった。

## 学部
- 幼稚部
- 小学部
- 中学部
- 高等部
- 訪問教育

## 校訓
1. 自分のことは自分でしよう【自主･自立】
2. みんな仲良くしよう【協力･協調】
3. 精一杯がんばろう【勤勉･努力】

## 沿革
- 1974年（昭和49年） - 開校
- 2015年（平成27年）3月31日 - 閉校

## 所在地
- 福岡県直方市下境410-2